# ナショナルスタジアム (東ティモール)
エスタジオ・ナシオナル（ポルトガル語：Estádio Nacional）は、東ティモールの首都ディリにある多目的スタジアム。主にサッカーの試合で使用され、サッカー東ティモール代表の本拠地。英語名でナショナル・スタジアムと呼ばれたり、日本語訳で国立競技場と呼ばれることもある。

## 出来事
2015年3月12日にこのスタジアムで行われた2018 FIFAワールドカップ・アジア1次予選の試合、東ティモール代表対モンゴル代表では東ティモール代表が4‐1で勝利し、ワールドカップ予選3大会目の挑戦にして初の勝利を挙げた。